# Chiesa di Palazzo Sanfelice
La chiesa di Palazzo Sanfelice è una struttura di interesse storico-artistico di Napoli; è sita nel centro storico, nel quartiere Stella.

## Storia e descrizione
Risalente al XVIII secolo, la chiesa dell'omonimo palazzo, in origine, custodiva delle grandi sculture in marmo del celebre Giuseppe Sammartino, raffiguranti Le quattro stagioni, poi andate perdute nel 1854.
Oggi, la cappella non è più adibita a luogo di culto e sebbene sia spoglia delle sue opere più importanti, custodisce comunque un pregevole apparato decorativo, tipicamente sanfeliciano: chiaroscurale e con un vistoso volume.